# Schefflera lilacina
Schefflera lilacina là một loài thực vật có hoa trong Họ Cuồng cuồng. Loài này được Cuatrec. miêu tả khoa học đầu tiên năm 1946.